# Теорема Пуанкаре про векторне поле
Нехай на гладкому замкненому двовимірному многовиді {\displaystyle M} визначено
векторне поле {\displaystyle V}, що має скінченне число ізольованих особливих точок {\displaystyle A_{1},A_{2},\dots ,A_{n}}.
Тоді
{\displaystyle \sum _{i}J_{A_{i}}(V)=\chi (M),}
тут {\displaystyle J_{A_{i}}(V)} — індекс точки {\displaystyle A_{i}} відносно {\displaystyle V}, {\displaystyle \chi (M)} — ейлерова характеристика {\displaystyle M}.

## Історія
Теорема встановлена Пуанкаре в 1881.